# Василенко Микита Кімович
Микита Кімович Василенко (нар. 19 червня (за іншими даними — 19 липня) 1956, Суми) — український журналіст, журналістикознавець, педагог, письменник, професор (2012), доктор філологічних наук (2007), кандидат філософських наук (1994). Фахівець з інформаційних жанрів, репортер. Член політради партії «Союз лівих сил», забороненої в Україні після російського вторгнення 2022 року, сепаратист. Неодноразово звинувачений в підтримці агресора, сексизмі.

## Походження
Народився в сім'ї відомого українського танцюриста, хореографа, мистецтвознавця Кіма Василенка.

## Освіта
- 1978 — закінчив філологічний факультет Київського державного університету імені Т. Г. Шевченка, спеціальність — викладач української мови і літератури.
- 2007 — закінчив докторантуру Інституту журналістики КНУ.

## Кар'єра
Після закінчення університету був на журналістській роботі в МВС УРСР, у 1981—1984 — науковий співробітник Інституту мистецтвознавства, фольклору та етнографії АН УРСР (Київ). У Київському університеті імені Тараса Шевченка — з 1984 року: працював в Інституті журналістики на кафедрі періодичної преси (на посаді асистента, з 1990 — доцент, з 2012 — професор), після реорганізації останньої 2024 року — на кафедрі друкованих медіа та історії журналістики.
Захистив кандидатську дисертацію “Соціальні чинники морального виховання особистості в колективі” (1983, рос. мовою), докторську “Динаміка розвитку інформаційних та аналітичних жанрів в українській пресі” (2007).
Спеціалізувався на вивченні та викладанні жанрів у пресі (інформаційна й аналітичні групи), розвитку репортажу в українській та зарубіжній періодиці. Вважається фахівцем із професійної етики та журналістського розслідування.
Видавець «Студентської газети», журналу «ЕКО», газет «Волонтер», «Газета киян», «Солдат» (останню видає з 2022 року, на прямі запитання про джерело фінансування «єдиної військової газети в країні» М. К. Василенко не дає відповідей, кажучи про «масу інвесторів»).
27 грудня 2024 року КНУ ім. Шевченка розірвав із Василенком контракт, пояснивши це тим, що він порушив умови контракту й загальні етичні стандарти. Раніше за розірвання контракту одностайно проголосували Вчена рада Навчально-наукового інституту журналістики та Вчена рада КНУ, а Етична комісія при Вченій раді університету знайшла у висловлюваннях викладача ознаки порушення Етичного кодексу Університету. Підставою для розірвання контракту стало винесення Василенкові другої догани впродовж року.

## Наукові праці
Автор понад 150 наукових праць, серед яких:
- Фантастичний репортаж-застереження як форма впливу на масову свідомість: новації жанру // Українське журналістикознавство: Зб. Київ, 2001. Вип. 2.
- Підготовка репортерів до збирання фактажу методом «журналіст змінює професію» // Наукові записки Інституту журналістики. Київ, 2003. Т. 13.
- Динаміка розвитку інформаційних та аналітичних жанрів в українській пресі. Київ, 2006.
- Підбір кадрів редакційного колективу. Співвідношення диктатури і демократії (нотатки видавця-науковця) // Наукові записки Інституту журналістики. Київ, 2006. Т. 22.
- «…повчитися у Гомера». Полемічні нотатки щодо міри домислу і вимислу в  журналістському   тексті // Наукові записки Інституту журналістики. 2009. Т.37. С. 110–114
- Історичний репортаж. Розвиток теорії, збагачення емпірики // Там само. 2021. Т. 79.

## Художня творчість
Автор п'яти прозових книжок: повістей «Кам'яна чума» (1990), «Марта і смерть» (1991), «Останній полковник» (2006), історичного роману у 2-х томах «Війна з готами» (2021; усі — Харків, дві останні — рос. мовою) та ін.

## Сім'я
Одружений, має трьох дітей.. Батько Ксенії Василенко (Соні Кошкіної), шеф-редактора газети Лівий Берег.

## Скандали
На початку 2024 року студенти Інституту журналістики КНУ зверталися із закликом звільнити Василенка через його сексистські та проросійські висловлювання. Понад 170 студентів підписали колективне звернення до адміністрації університету з вимогою вжити заходів щодо викладача, але належної реакції не було.

### Петиція з цитатами Василенка
1 лютого 2022 року на сайті Президента України була опублікована російськомовна петиція, автор якої вимагав провести «денацифікацію» та припинити узурпацію влади в країні. При цьому у заголовок петиції та її текст були винесені цитати Василенка з його інтерв'ю проросійському телеканалу News One, що РФ начебто не збиралася нападати на Україну, оскільки їй не потрібні «найбрудніше місто в світі — Київ», спустошена країна та бунтівне населення.

### Звинувачення у сексизмі та проросійській позиції
Василенко неодноразово ставав фігурантом скандалів із студентами Навчально-наукового інституту журналістики КНУ, де він працював викладачем. 2015 року він образив колишню студентку, яка критикувала корумпованість та агресивну поведінку викладацького складу закладу, назвавши її «дурепою». Тодішній директор інституту Володимир Різун назвав поведінку Василенка «аморальною», однак не вжив щодо нього жодних санкцій. При цьому, позицію колишньої студентки він також назвав аморальною і підступною та заявив, що не може детально розбиратися в ситуації, оскільки перебуває у відпустці.
У січні 2024 року студенти висунули керівництву Інституту вимогу про звільнення Василенка через проросійські та сексистські висловлення, і звернулися до Уповноваженого Верховної ради з прав людини Дмитра Лубінця. У зверненні було прцитовано такі висловлювання Василенка: «Жінки можуть чогось досягнути у чотири способи: чоловік, коханець, батько, брат» та «Я проти того, щоб всі мали права, особливо жінки». 
Також у зверненні йшлося про сексуальні домагання Василенка до студентку, якій він погрожував у разі незгоди знищенням її кар'єрних перспектив. Під час розгляду справи обговорювався відеозапис лекції, де Василенко радив студентам долучатися до партії ОПЗЖ, оскільки там існує «сильний відділ роботи з молоддю». У підсумку Інститут виніс Василенку догану, залишив його на посаді.

### Участь у роботі проросійських партій та медіа
Василенко стверджував, що нібито покинув проросійську партію Союз лівих сил до її заборони, у 2014-2015 роках, через «корупцію і порушення партійної етики». Однак видання Бабель у розслідуванні довело, що після "виходу" Василенко брав участь у з'їзді партії. Також видання зазначило, що У 2018—2022 роках Василенко регулярно зʼявлявся на ютуб-каналі проросійського пропагандиста Анатолія Шарія, у токшоу на телеканалах Віктора Медведчука ZIK, NewsOne, «112 Україна» і на каналі «Наш», що належав Євгенію Мураєву. На ці телеканали Рада нацбезпеки та оборони наклала санкції у 2022 році.
У середині 2024 року низка російських медіа опублікувала інтерв'ю з Василенком.

### Висловлювання про «голодних українок»
Наприкінці грудня 2024 року Василенко в інтерв'ю YouTube-каналові Олександра Шелеста (блокування цього каналу розглядає Центр протидії дезінформації при РНБОУ) заявив, що ймовірне введення в Україну «іноземних миротворців» «вирішить демографічну проблему», згадавши про «сотні тисяч голодних українок, які не встигли виїхати з тих чи інших причин, чоловіки яких або на війні уже вбиті, або покалічені» та порівнявши іноземних миротворців в Україні з німецькими військовими, від яких «народжувалися діти» після Другої світової війни.
У відповідь на черговий скандал навколо професора Василенка омбудсман Дмитро Лубінець написав листи до Міністерства освіти й науки України та до керівництва університету і мав намір звернутися до СБУ. Студентський парламент ННІЖ КНУ виступив із заявою про бойкотування студентами адміністрації інституту до моменту звільнення М. К. Василенка.  Сам Василенко заявив, що у скандальному інтерв'ю він проводив паралелі із ситуацією у післявоєнній Європі, зображеній у творах культури, навівши як приклад начебто фільм із Софі Лорен, який насправді не існував.

## Виноски
1. 1 2  ВАСИЛЕНКО Микита Кімович
2. ↑  В Енциклопедії сучасної України як дату народження вказано 19.07
3. 1 2  Енциклопедія сучасної України. ВАСИЛЕНКО Микита Кімович
4. ↑  http://2000.net.ua/2000/svoboda-slova/korni/29139%5Bнедоступне+посилання+з+червня+2019%5D
5. ↑  Архівована копія. Архів оригіналу за 4 березня 2016. Процитовано 12 серпня 2011.{{cite web}}:  Обслуговування CS1: Сторінки з текстом «archived copy» як значення параметру title (посилання)
6. ↑  В Україні остаточно заборонили партію «Союз Лівих Сил». Укрінформ. 29 вересня 2022.
7. ↑  Професор Василенко про скандал з прихильними до іноземних солдатів жінками: Можу вибачитись, але змісту це не змінить
8. ↑  Скандального професора Василенка звільнили з університету Шевченка
9. ↑  Скандального професора Василенка звільнили з КНУ. РБК-Украина (укр.). Процитовано 27 січня 2025.
10. ↑  КНУ звільнив викладача Василенка, який пожартував про "голодних" українок
11. ↑  Скандального професора Василенка звільнили з КНУ імені Шевченка
12. ↑  Інститут журналістики [Архівовано 14 квітня 2010 у Wayback Machine.] Кафедра періодичної преси
13. ↑  Студенти-журналісти з КНУ вимагають звільнити викладача через сексизм і проросійські позиції: подробиці. РБК-Украина (укр.). Процитовано 27 січня 2025.
14. ↑  Это КОНЕЦ: «России НЕ НУЖНА грязная Украина». Офіційне інтернет-представництво Президента України (рос.). 1 лютого 2022. с. №22/133930-еп.
15. ↑  Професор Інституту журналістики обізвав випускницю та журналістку в Facebook. MediaSapiens. 21 серпня 2015.
16. ↑  Директор Інституту журналістики: «Якщо все те правда, то звісно аморальною є груба поведінка викладача». MediaSapiens. 22 серпня 2015.
17. ↑  Студенты Института журналистики требуют уволить преподавателя за сексизм и пророссийские взгляды. 24 Канал. 19 лютого 2024. Архів оригіналу за 19 лютого 2024. Процитовано 16 вересня 2024. (рос.)
18. ↑  https://kiev.informator.ua/ru/mne-68-let-kakoe-zdes-pristavanie-professor-knu-im-t-shevchenko-otreagiroval-na-seks-skandal-vokrug-nego
19. 1 2  Бура, Ірина (17 лютого 2024). Догани замало: студенти КНУ ім. Шевченка вимагають звільнення викладача через сексизм. Українська правда. Життя.
20. ↑  Булавін, Денис (19 лютого 2024). Історія, яка триває роками. Чому студенти скаржаться на сексизм та проросійськість в Університеті Шевченка. Hromadske.
21. 1 2  Семиженко, Антон; Гусєв, Гліб (5 листопада 2024). Професор Інституту журналістики Микита Василенко збирає сотні тисяч переглядів, коментуючи війну. «Бабель» проаналізував його виступи, слідуючи стандартам журналістики. Бабель.
22. ↑  Жарт про "голодних українок" і обурення в медіа: професор Василенко з КНУ знову втрапив у скандал
23. ↑  "Перейшов межу". Професор КНУ потрапив у скандал через висловлювання про жінок. РБК-Украина (укр.). Процитовано 27 січня 2025.
24. ↑  "Голодні" українки та миротворці: професор КНУ втрапив у гучний скандал, його бойкотують
25. ↑  Чередниченко, Олена (24 грудня 2024). Професора Василенка через його неетичні висловлювання про українських жінок має перевірити СБУ, - Дмитро Лубінець. Детектор медіа.